# Гвоздь, Юрий Константинович
Юрий Константинович Гвоздь (род. 19 сентября 1949, Берлин, советская зона оккупации Германии) — советский и российский кинооператор, режиссёр-постановщик, сценарист. Председатель правления Союза кинематографистов Татарстана (2002—2008). Заслуженный деятель искусств Российской Федерации (2000), заслуженный деятель искусств Республики Татарстан (1993).

## Биография
Юрий Константинович Гвоздь родился 19 сентября 1949 года в Берлине, в совеской зоне оккупации Германии. Из семьи военных. Отец — Константин Филиппович (1922—1991), украинец из-под Красноармейска, участник Великой Отечественной войны, старший лейтенант, кавалер ордена Отечественной войны II степени. Мать — Галия Измайловна, урождённая Вафина, родом из татарской деревни Кошлауч. Брат — Сергей (1952—1980).
В 1953 году, после начала восстания немецких рабочих против советской власти, вместе с семьёй переехал в Казань. С детства увлекался фотографией, занимался в фотостудии при Дворце пионеров, был фотокорреспондентом газеты «Комсомолец Татарии». Окончив школу, в 1967 году уехал в Москву и поступил на операторский факультет Всесоюзного государственного института кинематографии. Занимался в мастерской В. В. Монахова, операторским мастерством овладел под руководством А. Д. Головни, также учился у Н. Н. Третьякова, П. Д. Волковой.
Окончил институт в 1973 году, после чего вернулся в Казань и устроился на местную студию телевидения. Будучи первым в Татарстане телеоператором с профессиональным образованием, прошёл путь от ассистента оператора до оператора высшей категории. В начале своей творческой карьеры сотрудничал с режиссёром музыкальных программ Р. Г. Кадыровой, вместе с которой создал телевизионную антологию татарской культуры, сняв ряд музыкальных клипов для И. Шакирова, Р. Ибрагимова, Т. Якупова, Ф. Сулеймановой, Р. Ибрагимовой, З. Нурмухамметова. В сотрудничестве с кинодраматургом Р. А. Рубцовой и режиссером В. И. Беспаловым участвовал в создании таких фильмов, как «Сосны, освещённые солнцем» (1972, о проблемах экологии), «Войди в мой белый дом» (1978), «Плюс сердце» (1982), «Договор дороже денег» (1984), «Кто смеётся последним» (1986), «Аве, Маша» (1988), «Это вечное чудо» (1992, про Р. Г. Урасина), «Большая игра» (2000, о молодых музыкантах), которые были отмечены многочисленными наградами телефестивалей.
В дальнейшем работал с телережиссером А. А. Карасиком на фильмах «Казань. Город, который я люблю» (1977), «Растёт гигант на Каме» (1977), «Мы идем в будущее» (1980), «Село начинается с околицы» (1982). Являясь мастером психологического портрета, Гвоздь с помощью камеры умеет подмечать игру глаз, непроизвольные жесты, передаёт движение мысли своего героя, созданные им кинокадры полны динамизма. В этих картинах он показал себя настоящим летописцем республики, жизни Казани, первых шагов КамАЗа. Особенно Гвоздю удавалось передать ритмический рисунок стихотворного текста, который подчёркивался пластикой кинокадра и точным монтажом. На протяжении ряда лет он также был личным оператором многих татарстанских руководителей, в частности, Ф. А. Табеева, Р. М. Мусина, Г. И. Усманова, М. Ш. Шаймиева.
Значительным достижением как всей кинематографии Татарстана, так и Гвоздя как оператора, стало его плодотворное сотрудничество с режиссером Э. Х. Утягановым, выразившееся в создании фильмов «Мон Сара» (1996, про С. Садыкову), «Кто же я?» (1997, про М. Султан-Галиева), «Сайдаш» (2000, про С. Сайдашева), исторической драмы «Азат Мерген» в трёх сериях (1992), а также 12-серийной детской музыкальной сказки «Мырау батыр» (1989). В ряде случаев являлся одновременно оператором, автором сценария и режиссером‑постановщиком, как, например, в фильмах «Прелюдия» (1974), «Душой исполненный полет» (1975), «Волшебный журавль» (1987), «Без грима» (1991). В этой череде особое место занимает работа «Волшебный журавль» по татарским сказкам-балетам, где Гвоздь наиболее ярко продемонстрировал свою творческую манеру, точность композиционного построения, глубину мысли и поэтического чувства, идею о единстве искусства и живой природы. Позднее он стал автором фильма «Зов земли» (2007), который был номинирован на премию кинофестиваля «Золотой Витязь», а также цикла презентационных фильмов об агропромышленном комплексе для министерства сельского хозяйства РТ, представленного на международной выставке «Золотая осень» в Москве, «Зелёная неделя» в Берлине, агропромышленной выставке в Париже (2009—2012 гг.).
Член Союза кинематографистов СССР (1983), Союза журналистов Татарстана (1995), член правления Союза кинематографистов России (1990—1995, 2000—2011), Союза кинематографистов Татарстана (1990—2011). В 2002 году избран председателем правления СКТ. В 2005 году переизбран в должности, а в 2008 году его сменил И. З. Матуров. В дальнейшем неоднократно выставлял свою кандидатуру, но безуспешно. В 2011 году избран председателем ревизионной комиссии Союза кинематографистов Татарстана. Преподавал на факультете кино и телевидения Казанского государственного университета культуры и искусств в должности доцента. Также являлся членом художественно-экспертного совета по кино при министерстве культуры Республики Татарстан.
Мы говорим, что мы такие хорошие и т.д., но надо и другую сторону рассмотреть, со стороны власти. Когда мы идем к ним и что-то просим, у них подспудно, это нормальное явление, это время такое и вообще всегда, наверное, было — а что мы? Для чего мы-то им нужны? И поэтому я  считаю, что один из важных аспектов, особенно у нас в регионе, все мы люди, и мы все хотим оставить все в исторической памяти. Любой человек, хоть он федеральный, хоть он региональный, хоть он мирового уровня, он хочет оставить след в истории. И мы, кинематографисты, документалисты, в первую очередь, как раз ему и нужные люди, если так можно выразиться современным языком. Для чего мы нужны людям? Мы можем запечатлеть те исторические события, мы про Никиту Сергеевича сегодня говорили, не Михалкова, имеется в виду, а Хрущева. Потому что осталась кинохроника, видно, кто он, что он, кого ругал, каких художников и т.д., неважно. Но было это тогда. Поэтому современным историческим деятелям тоже хочется, они тоже люди, запечатлиться. Поэтому мы, документалисты, нужны.Юрий Гвоздь, 2009 год.
В последующем выступил режиссёром фильмов «Поэт на все времена» (2012, о жизни и творчестве Х. Такташа), «Возвращение к памяти» (2014, о Первой мировой войне), «Из семейной истории» (2015, об эпизоде из истории Великой Отечественной войны), «Личное дело Фикрята Табеева» (2018, об Ф. А. Табееве), «Неоднозначный театр. Однозначно» (2020, о Молодёжном театре на Булаке), «Краски памяти» (2024, о деревянной архитектуре Татарстана). Также, в 2020 году закончил работу над многолетним проектом, посвященным 100-летию Татарской АССР, в рамках которого записал интервью со ста выдающимися татарстанцами, в частности, с И. Шакировым и Т. Миннуллиным. За более чем сорок лет работы снял свыше 50 фильмов, является ветераном татарстанского телевидения. Продолжает работать, активно высказывается про проблемам кинопроизводства в Татарстане и татарского кино в целом, в частности, поддержал создание сериала «Зулейха открывает глаза».

## Награды
- Почётное звание «Заслуженный деятель искусств Российской Федерации» (2000 год) — за заслуги в области искусства[32].
- Почётное звание «Заслуженный деятель искусств Республики Татарстан» (1993 год)[33].
- Медаль «В память 1000-летия Казани» (2005 год)[34].
- Орден «Дуслык» (2024 год) — за значительный вклад в развитие кинематографии, многолетнюю плодотворную творческую деятельность[35].
- Медаль ордена «За заслуги перед Республикой Татарстан» (2019 год) — за особый вклад в развитие кинематографии республики и многолетнюю плодотворную творческую деятельность[36].
- Медаль «За доблестный труд» (2009 год) — за многолетний плодотворный труд на благо Татарстана, большой вклад в развитие кинематографии, культуры и искусства в республике[37].
- Благодарственное письмо Союза кинематографистов России (2006 год)[38].

## Личная жизнь
Женат, есть дочь. Владеет французским и немецким языками.